# 飾妝澳洲雙鰭電鰩
飾妝澳洲雙鰭電鰩（學名：Narcinops ornatus），又稱飾妝澳洲雙鰭電鱝，為軟骨魚綱電鰩目雙鰭電鰩科澳洲雙鰭電鰩屬的一種，分布於西南太平洋帝汶海和阿拉弗拉海、西澳大利亞金伯利以及約克角西側海域，深度48至132公尺，本魚表面覆蓋著深棕粉色斑點，其中一些斑點連接在一起，在中間的圓盤上形成縱向條紋，體長可達24.1公分，棲息在沙泥底質海域，為夜行性底棲性魚類，屬肉食性，以多毛類及甲殼類為食，體內的發電器官，可能用來防禦或捕食，生活習性不明。